# Joppa nominator
Joppa nominator är en stekelart som först beskrevs av Fabricius 1787.  Joppa nominator ingår i släktet Joppa och familjen brokparasitsteklar. Inga underarter finns listade i Catalogue of Life.